# Jesus: Storia di un uomo
Jesus: Storia di un uomo è una raccolta di tre romanzi di Piergiorgio Paterlini e Brunetto Salvarani, scritti nel 2000 e firmati con lo pseudonimo di John Wesley Lewis.

## Descrizione
Jesus: Storia di un uomo comprende:
- Un bambino nel Tempio
- Il cammino del Profeta
- La condanna di un giusto

Dalle pagine di questi romanzi emerge l'intera esistenza spirituale di Gesù Cristo, più strettamente rielaborata secondo fonti storiche e storiografiche, urtando in taluni punti con la versione più strettamente catechetica dei quattro Vangeli ufficiali della Chiesa Cattolica.
Gesù viene presentato come un ebreo devoto alle tradizioni del suo popolo, sebbene si dimostri un autentico innovatore nel modo di porsi di fronte alla Legge di Mosè, come un maestro autorevole che ha ereditato la vocazione dal padre, il falegname Giuseppe.
La narrazione presenta anche l'ambiente turbolento della Giudea, terra sconvolta dalle azioni dei ribelli Zeloti, i terroristi che combattono ferocemente contro i Romani, nonché dalle lotte ideologiche tra i Farisei e i Sadducei, i principali "partiti" religiosi del Sinedrio di Gerusalemme.
Vengono presentati sotto una nuova luce personaggi quali Ponzio Pilato, rivisto nella sua dimensione storiografica di procuratore romano violento e sanguinario; Giuda Iscariota, l'ex zelota che vede in Gesù il Messia condottiero di ribelli contro l'invasore romano, e San Pietro, il semplice e ostinato pescatore che, dopo la morte di Gesù, guida la Chiesa senza però darsi pace per averlo rinnegato per tre volte.
Gli autori inseriscono nel testo molti temi che considerano di attualità: la dominazione straniera, la parità dei diritti tra uomo e donna, la differenza tra potere e libertà in ambito di religione e politica.
Ogni romanzo dispone di venticinque capitoli, tre dei quali, nove in tutto, sono riportati in corsivo in quanto espongono i pensieri personali o una narrazione di Gesù in persona.